# Holothrix tridactylites
Holothrix tridactylites är en orkidéart som beskrevs av Victor Samuel Summerhayes. Holothrix tridactylites ingår i släktet Holothrix och familjen orkidéer. Inga underarter finns listade i Catalogue of Life.